# Panopiliops inops
Panopiliops inops is een hooiwagen uit de familie Zalmoxioidae.